# Hesperis isatidea
Hesperis isatidea, zeljasta dvogodišnja biljka do trajnica, nekada uključivana u monotipske rodove Neotchihatchewia i Tchihatchewia za koje je ustanovljeno da su sinonimi roda Hesperis (večernica)
Turski je endem.

## Sinonimi
- Neotchihatchewia isatidea (Boiss.) Rauschert
- Tchihatchewia isatidea Boiss.